# Stazione di Cucciago
Stazione di Cucciago vasútállomás Olaszországban, Lombardia régióban, Cucciago településen.

## Vasútvonalak
Az állomást az alábbi vasútvonalak érintik:
- Chiasso–Milánó-vasútvonal

## Kapcsolódó állomások
A vasútállomáshoz az alábbi állomások vannak a legközelebb:
- Stazione di Albate-Camerlata
- Stazione di Cantù-Cermenate